# Совершенный Железный человек
«Совершенный Железный человек» (англ. Superior Iron Man) — серия комиксов, которую в 2014—2015 годах издавала компания Marvel Comics.

## Синопсис
Тони Старк решил перестроить мир и первым нацелился на Сан-Франциско. Мэтт Мёрдок не согласен с его действиями и выступает против него.

### Выпуски
| № | Название                                                             | Дата выхода     | Оценка на Comic Book Roundup    | Предполагаемый объём продаж (первый месяц) |
| - | -------------------------------------------------------------------- | --------------- | ------------------------------- | ------------------------------------------ |
| 1 | Сценарий кошмара (англ. Nightmare Scenario)                          | 12 ноября 2014  | 7,8 из 10 на основе 31 рецензии | 83 994, позиция в Северной Америке — 7     |
| 2 | Сорвиголова против Железного человека (англ. Daredevil vs. Iron Man) | 26 ноября 2014  | 7,2 из 10 на основе 13 рецензий | 42 621, позиция в Северной Америке — 42    |
| 3 | Прозревший (англ. Man of Vision)                                     | 24 декабря 2014 | 7,9 из 10 на основе 4 рецензий  | 38 806, позиция в Северной Америке — 51    |
| 4 | Выбор (англ. The Choice)                                             | 21 января 2015  | 6,2 из 10 на основе 7 рецензий  | 38 515, позиция в Северной Америке — 37    |
| 5 | Происхождение Юной Гадости (англ. The Origin of Teen Abomination)    | 25 февраля 2015 | 7,8 из 10 на основе 2 рецензий  | 35 094, позиция в Северной Америке — 50    |
| 6 | По своему образу (англ. In His Own Image)                            | 11 марта 2015   | 7,9 из 10 на основе 2 рецензий  | 37 113, позиция в Северной Америке — 55    |
| 7 | Противоположность Старка (англ. Stark Contrast)                      | 15 апреля 2015  | 7,2 из 10 на основе 7 рецензий  | 34 440, позиция в Северной Америке — 78    |
| 8 | Био-Марк-один (англ. Bio-Mark-One)                                   | 29 апреля 2015  | 5 из 10 на основе 1 рецензии    | 32 006, позиция в Северной Америке — 94    |
| 9 | Свобода (англ. Freedom)                                              | 3 июня 2015     | 7,2 из 10 на основе 3 рецензий  | 33 989, позиция в Северной Америке — 75    |

### Сборники
| Название               | Тип              | Дата выхода     | Собранный материал                    | Кол-во страниц | ISBN                       | Предполагаемый объём продаж (первый месяц) |
| ---------------------- | ---------------- | --------------- | ------------------------------------- | -------------- | -------------------------- | ------------------------------------------ |
| Vol. 1: Infamous       | Твёрдый переплёт | 22 апреля 2015  | Superior Iron Man #1-5                | 136            | 978-0785193777, 0785193774 | 1 816, позиция в Северной Америке — 72     |
| Vol. 1: Infamous       | Мягкая обложка   | 19 января 2016  | Superior Iron Man #1-5                | 136            | 978-0785192497, 0785192492 | 3 149, позиция в Северной Америке — 14     |
| Vol. 2: Stark Contrast | Твёрдый переплёт | 9 сентября 2015 | Superior Iron Man #6-9, Iron Man #182 | 136            | 978-0785193784, 0785193782 | 1 339, позиция в Северной Америке — 96     |
| Vol. 2: Stark Contrast | Мягкая обложка   | 9 марта 2016    | Superior Iron Man #6-9, Iron Man #182 | 136            | 978-0785192503, 0785192506 | 1 337, позиция в Северной Америке — 104    |

## Отзывы
На сайте Comic Book Roundup серия имеет оценку 7,1 из 10 на основе 70 рецензий. Джесс Шедин из IGN дал первому выпуску 6,8 балла из 10 и посчитал, что «слишком многое осталось неясным в отношении последствий AXIS». Джим Джонсон из Comic Book Resources писал, что «Тэйлор хорошо справляется с инверсией личности Старка, придавая персонажу скорее эгоцентричный оттенок, нежели чем злодейский». Пирс Лидон из Newsarama поставил дебюту оценку 5 из 10 и отметил, что комикс «пока не даёт нам повода для радости». Дрейвен Катаяма с того же портала оценил первый выпуск в 8 баллов из 10 и подчеркнул, что «это великолепное введение в новый статус-кво для Тони». Их коллега Дэвид Пепос дал финалу оценку 4 из 10 и назвал его «боевым комиксом с небольшими ставками и слабым твистом в конце». Чейз Магнетт из ComicBook.com поставил первому выпуску оценку «B+» и посчитал, что он «кажется лишь входом в кроличью нору разврата, который уведёт Тони Старка в глубины, которых тот ранее видел». Трэвис Муди из Comics Bulletin вручил дебюту 3 звезды из 5 и хотел бы, чтобы такого героя сыграл Роберт Дауни-младший в третьем фильме о Капитане Америка. Джек Фишер из PopMatters дал первому выпуску 9 баллов из 10 и написал, что «у Тони Старка есть все основания называть себя совершенным». Тони Герреро из Comic Vine поставил дебюту 4 звезды из 5 и посчитал, что «рисунки Йилдирайя Чинара великолепно изображают происходящие изменения и дают нам новый взгляд на Железного человека».